# Scuola siciliana

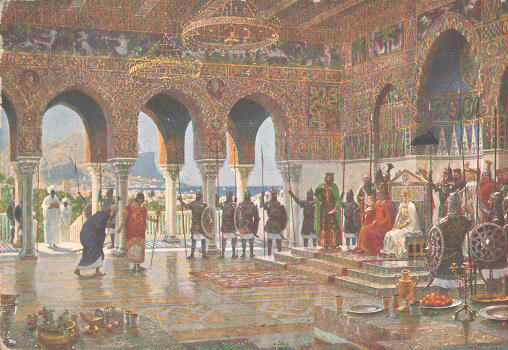
Il Cancelliere Aulico alla corte del mecenate Federico II, Re di Sicilia, figlio di Costanza d'Altavilla e Enrico VI di Svevia, a palazzo della Favara con letterati, artisti e studiosi siciliani. In una composizione storica immaginaria, dipinta da Michael Zeno Diemer.

La Scuola siciliana (detta anche Scuola poetica siciliana) fu un movimento letterario sorto in Sicilia (e più in generale nell'Italia meridionale) all'incirca tra il 1220 e il 1266 presso la corte siciliana dell'imperatore Federico II di Svevia. La poesia della Scuola siciliana, che ebbe la sua massima fioritura nel secondo quarto del XIII secolo (tra il 1230 e il 1250), costituisce la prima produzione lirica in un volgare italico e di cui abbiamo ampia testimonianza (di altre produzioni liriche in volgare riconducibili ad altre zone d'Italia, si hanno solo pochi frammenti). Ebbe il suo fulcro a Palermo nel palazzo dei Normanni, sede della Magna Curia.
La poesia dei Siciliani si ispirava direttamente alla lirica amorosa dei trovatori provenzali, basata sul concetto di amor cortese (o fin'amor), tuttavia si distingueva da quest'ultima per alcuni aspetti specifici e innovativi. Non fu una scuola nel senso vero e proprio, ma si trattò piuttosto di un gruppo di funzionari laici del regno che iniziò a fare poesia avendo cura della metrica, creando quei capolavori tutt'oggi degni di ammirazione e studio in tutto il mondo letterario e non solo,  condividendo una lingua (il siciliano aulico) e una ideologia comune. Presto questa visione svelerà le vere intenzioni di un Re antesignano del mondo moderno che stava progettando per la propria amata terra una gestione della cosa pubblica nell'accezione moderna del termine che prevedeva la fondazione di un un'università laica (la Federico II di Napoli), la promulgazione di una costituzione (Liber Augustalis, con le Costituzioni di Melfi) e la nascita di una lingua ufficiale sia per i proclami ufficiali che per il volgo ovvero la lingua siciliana.

## Storia
La poesia della Scuola siciliana prende le mosse dai modelli della poesia dei trovatori (le fonti, le imitazioni, le traduzioni, i calchi sono innumerevoli). Questi ultimi, dopo la diaspora avvenuta all'inizio del XIII secolo, a causa della crociata contro gli albigesi, si spostarono dalla Francia meridionale in Spagna e in Italia settentrionale. Ma non è stato ancora del tutto chiarito il modo in cui i Siciliani entrarono in contatto con la poesia dei trovatori. Infatti, non esiste nessuna prova della presenza di trovatori in Sicilia alla corte di Federico II, e anzi, l’imperatore tenne volutamente a distanza dalla sua corte i trovatori, mal sopportando il tono talora adulatorio e talora violento nei suoi confronti. Sono moltissime le poesie trobadoriche relative a Federico II, ma nessuna prova con certezza la presenza di trovatori in Sicilia. Al servizio di Enrico VI e Costanza d’Altavilla aveva soggiornato alla corte il poeta musicista Guglielmo Divini da Lisciano, un giullare ascolano di formazione trovadorica, denominato il “Re dei versi”, successivamente cacciato dalla corte e condannato alla damnatio memoriae. Secondo Gianfelice Peron, Guilhem Figueira è l’unico trovatore autentico che potrebbe aver soggiornato presso la corte di Federico II, ma la sua tesi, basata su alcuni dati interni ai testi del trovatore, non è sostenuta da nessuna prova extratestuale. Tuttavia, alcuni trovatori come Giraut de Borneil e Raimbaut de Vaqueiras soggiornarono in Sicilia prima dell'ascesa al trono di Federico II. Può darsi, quindi, che alcuni trovatori abbiano animato la corte normanna già ai tempi di Guglielmo II (ma di questa possibilità non abbiamo prove certe). Questa tesi era già sostenuta da Francesco De Sanctis e ribadita da Antonio De Stefano, secondo cui «è probabile che alla corte di Guglielmo II, dove, come diceva Iacopo della Lana, “si trovava d’ogni perfezione gente” e dove “erano li buoni dicitori in rima, e quivi erano li excellentissimi cantatori” si trovassero anche trovadori di Provenza, come è verisimile, benché nessuna testimonianza ce l’attesti, vi si trovassero anche rimatori italiani e siciliani. Ma nessuna traccia c’è rimasta della loro attività poetica in Sicilia e molto meno di un influsso esercitato dai trovatori sui poeti dell’isola».

Naturalmente, al di là dei possibili rapporti diretti, i Siciliani hanno certamente conosciuto la poesia dei trovatori anche attraverso i libri, molti dei quali dovevano essere giunti in Sicilia. Infatti, i riferimenti molto precisi e addirittura alcune fedeli traduzioni di testi provenzali presuppongono sicuramente una fonte scritta alla base. E va altresì ricordato che nell'età di Federico II giunse all'apice della sua diffusione anche la lirica cortese dei Minnesänger.
Una suggestiva ipotesi formulata da Aurelio Roncaglia vedeva nel canzoniere provenzale T (contenente varie poesie trobadoriche) il punto di contatto fra trovatori e poeti siciliani. Questo manoscritto, infatti, contiene in attestazione unica due strofe della canzone del trovatore Folchetto di Marsiglia A vos midontç voill retrair’en cantan fedelmente tradotta dal poeta siciliano Giacomo da Lentini nella sua canzone Madonna dir vo voglio. Secondo Roncaglia un canzoniere antecedente o collaterale di T, ma molto più antico e contenente anche il componimento di Folchetto di Marsiglia, sarebbe arrivato in Sicilia all’inizio degli anni trenta del XIII secolo per intermediazione di Alberico da Romano, fratello di Ezzelino (signore della Marca Trevigiana) che allora era alleato di Federico II e anch’egli protettore dei trovatori. Questa coincidenza sembrava molto importante poiché non si faceva risalire l’inizio della Scuola siciliana prima del 1233 (ma oggi si anticipa almeno agli anni ’20) e proprio tra il 1231 e il 1232 si rafforzò, attraverso vari incontri, l’alleanza tra Federico II e i due fratelli da Romano. In una di queste occasioni, questi ultimi avrebbero donato all’imperatore il canzoniere che diede inizio all’attività della Scuola. Tuttavia, questa ipotesi, seppur interessante, risulta oggi superata in quanto è improbabile che un solo manoscritto abbia influenzato in modo così profondo la poesia siciliana, le cui fonti devono essere state innumerevoli.
I componimenti della Scuola siciliana sono circa 150, attribuibili a 24 autori diversi, e che furono realizzati, in particolare, nel ventennio compreso tra il 1230 ed il 1250, con un chiaro influsso sulla produzione culturale delle città ghibelline dell'Italia centrale (come per esempio Bologna, città dove visse Guido Guinizzelli, padre del Dolce stil novo, influenzato dalla scuola Siciliana). Famoso tra tutti fu Cecco Angiolieri, contemporaneo di Dante nel XIV secolo.
I nomi dei poeti che fecero parte della scuola siciliana ci sono pervenuti prevalentemente attraverso il manoscritto Vaticano Latino 3793, compilato da un copista toscano. L'appellativo "Siciliani" non designa tanto la provenienza geografica di questi poeti, ma piuttosto indica la loro appartenenza alla corte siciliana di Federico II. Infatti, benché la maggior parte dei poeti fossero di origine siciliana, non tutti provenivano dall'isola; vi furono poeti provenienti dalla Puglia, dalla Calabria o addirittura dal nord Italia.
Le notizie biografiche riguardo ai poeti della scuola sono scarse, fatta eccezione per i personaggi pubblici più in vista, che hanno lasciato traccia nella loro attività di funzionari della Magna Curia di Federico II. Molti dei poeti, infatti, non lo furono "di professione", essendo membri del grande apparato burocratico del regno di Sicilia. Vi erano giudici, notai, segretari, magistrati, burocrati, per i quali il ruolo istituzionale e l'attività letteraria procedono separati.
Notaio era proprio Giacomo da Lentini (soprannominato, appunto, il "Notaro"), considerato il caposcuola e largamente noto perché a lui è attribuita l'invenzione della forma metrica del sonetto. Poeti in siciliano furono lo stesso imperatore Federico II, suo figlio Re Enzo, il suocero Giovanni di Brienne, Pier delle Vigne segretario di Federico, ingiustamente accusato di tradimento (ce ne parla Dante nel canto XIII dell'Inferno), e inoltre Cielo d'Alcamo, autore del celebre contrasto Rosa fresca aulentissima, Ruggieri d'Amici, Odo delle Colonne, Rinaldo d'Aquino, Arrigo Testa, Guido delle Colonne, Stefano Protonotaro, Filippo da Messina, Mazzeo di Ricco, Jacopo Mostacci, Percivalle Doria, Giacomino Pugliese, Ruggierone da Palermo, Tommaso di Sasso, Compagnetto da Prato, Paganino da Serzana, Cecco Angiolieri  e Folco di Calavra.

### Importanza letteraria della scuola
Diversi componimenti si distaccano già dalla poesia provenzale nella forma e nello stile, presentando già anticipazioni di esiti stilnovistici (Segre: 1999). La terminologia cavalleresca francese è tuttavia rivisitata e non copiata pedissequamente, attraverso il conio di nuovi termini italiani mediante anche nuovi sistemi di suffissazione in -za (<fr.-ce) e -ire (< -ieri), novità linguistica notevole per quest'epoca, sino a rappresentare il primo esempio di produzione italiana basata sul volgare. Un ulteriore iato tra poesia siciliana e provenzale avvenne con la separazione dei versi dall'accompagnamento musicale.
L'esperienza poetica siciliana fu certamente consapevole di un testo come il De amore, ma si astrae sia dal "fino" amore cortese che dalla prospettiva cristiana, giungendo a interrogarsi sulla natura stessa dell'amore, come testimoniato dalla tenzone del 1241 di Jacopo Mostacci (Solicitando un poco meo savere), replicata da Pier della Vigna (Però c'Amore non si pò vedere) e da Giacomo da Lentini (Amore è uno desio); e dall'ulteriore tenzone tra quest'ultimo e l'Abate di Tivoli. La questione della poesia siciliana investe quindi non solo l'ambito letterario e linguistico ma anche quello filosofico, estendendosi sino ai giorni nostri.
Grande importanza ricopre pure il recente ritrovamento di almeno quattro poesie da parte del ricercatore Giuseppe Mascherpa nella biblioteca "Angelo Mai" di Bergamo, quali: Oi lasso! non pensai di Ruggierone da Palermo, Contra lo meo volere di Paganino da Serzana, Donna, eo languisco e no so qua speranza di Giacomo da Lentini, e Amore m’ave priso di Percivalle Doria. I testi, riportati da notai sul verso di alcune sentenze contro esponenti di famiglie guelfe che avevano violato delle norme sui tornei, vennero aggiunti agli atti al fine di riempire gli spazi vuoti e impedirne, così, modifiche illecite.
Le quattro poesie in questione presentano maggiore affinità all'originale volgare siciliano, evidenziando una trascrizione precedente alla compilazione dei canzonieri vaticani (presumibilmente tra il 1270 e il 1290). Pertanto, a differenza di quanto lungamente ritenuto, la diffusione delle liriche siciliane non si limitò a dotti copisti, e riguardò altresì prima la Lombardia che la Toscana. Ciò confermerebbe, seppur indirettamente, l'esistenza del manoscritto citato dal Barbieri, se non addirittura di un vero e proprio canzoniere, e di uno strato culturale unitaristico in grado di recepirle.
La scoperta rafforza l'ipotesi che la lingua italiana abbia tratto impulso fondamentale dai poeti della scuola siciliana, che col carattere laico delle proprie tematiche e i tratti innovativi del loro linguaggio rappresentarono una rivolta artistica contrapposta al primato religioso, in particolare della lingua latina ecclesiastica, e alla conseguente reazione restauratrice della Chiesa, di cui un emblematico esempio è la collocazione dantesco-tomistica di Federico II e Pier della Vigna nel decimo e tredicesimo canto dell'Inferno nella Divina Commedia.

### Importanza linguistica della scuola
La lingua in cui i documenti della Scuola Siciliana sono espressi è il Siciliano Illustre, una lingua nobilitata dal continuo raffronto con le lingue auliche del tempo: il latino ed il provenzale (lingua d'oc, diversa dalla lingua utilizzata nel nord della Francia che si chiama invece lingua d'oïl).
Alcuni tratti linguistici del siciliano "illustre" (perché arricchito da francesismi, provenzalismi e latinismi) vennero adottati anche dagli scrittori toscani delle generazioni successive e si sono mantenuti per secoli o fino ad ora nella lingua poetica (e non) italiana: dalle forme monottongate come core e loco ai condizionali in -ia (es. saria per sarebbe) ai suffissi in uso in Sicilia derivati dal provenzale come -anza (es. alligranza per allegria, membranza, usanza, adunanza) o -ura (es. freddura, chiarura, verdura) ed altri ancora o vocaboli come il verbo sembrare per parere che per Dante era parola dotta (di origine provenzale, giunta anch'essa all'italiano attraverso la lirica siciliana). La Scuola siciliana insegna una grande produttività nell’uso dei già menzionati suffissi e prefissi (questi ultimi per lo più derivanti dal latino) come dis-: disfidarsi, s-:spiacere, mis-: miscredere, misfare e tanti altri ancora. Erano già presenti abbreviazioni come dir (dire) o amor (amore) e altri latinismi; ad esempio la parola amuri (siciliano) si alternava con amore (latinismo).

Il contributo della scuola siciliana fu notevole: 
(Dante Alighieri, De vulgari eloquentia I, XII, 2)
La poesia lirica dei "Siciliani" (come li chiamava Dante) contiene in sé un linguaggio sovrarregionale, qualitativamente e quantitativamente ricco, data anche la sua capacità di coniare parole nuove per neologismo e sincretismo, assimilando rapporti dialettali italiani e francesi (è dimostrata la stretta relazione tra i siciliani e la Marca Trevigiana, con cui Federico aveva stretti contatti) alle lingue d'oltralpe. Tale ricchezza fu dovuta anche alle caratteristiche intrinseche alla "Magna Curia", che spostandosi al seguito dell'irrequieto imperatore nel corso delle sue campagne politico-militare, non poteva per forza di cose prendere a modello della nuova lingua un singolo dialetto locale. Limitandoci solo al discorso sui dialetti, vi sono già differenze (non troppo marcate) tra la parlata catanese e palermitana, e a queste dobbiamo aggiungere alcune influenze continentali, ma non esclusive, alla zona della Puglia.
Grazie all'arrivo presso la corte siciliana di Federico II dei poeti trobadour provenzali, che esiliati, trovarono rifugio presso la corte del re di Svevia, i poeti siciliani iniziarono a leggere ed a frequentare questi poeti e si accinsero a scrivere nella stessa maniera. Ecco La novità di questa scuola, che grazie anche al suo modello provenzale, fu peraltro un passo per avvalorare il volgare. La nuova poesia diede l'opportunità al volgare, che fino ad allora era usato solo in qualche canto plebeo o giullaresco (come nel caso del contrasto Rosa fresca aulentissima di Cielo d'Alcamo), di diventare pregevole e di essere degna della poesia (come discuterà poi Dante nel De Vulgari Eloquentia). La scuola siciliana ha anche il credito di aver introdotto un sistema metrico nuovo e rivoluzionario, il sonetto, che finirà per essere il sistema canonico per eccellenza per fare poesia (Petrarca infatti userà questo sistema, mettendo in rilievo la praticità e musicalità che questa forma poetica dimostra).
La lirica siciliana si differenziò da quella provenzale per l'assenza dell'elemento scenico e spettacolare delle rappresentazioni poetiche, per l'assenza dell'accompagnamento musicale, per il sacrificio dell'originalità dell'autore e dei riferimenti autobiografici a favore di una replicazione di una forma e di un contenuto codificati e formalizzati da una generazioni di artisti a quella successiva. La poesia siciliana è prettamente libresca e tende a mostrare che il suo autore possiede le qualità retoriche per essere ammesso a far parte dell'élite culturale della signoria cortigiana.

## Fine della Scuola e tradizione posteriore
La Scuola Siciliana fu travolta dal sistema di congiure e di complotti orditi contro il sistema di governo di Federico II, eccessivamente illuminato per il suo tempo e forse, soprattutto, per la paura che lo Stato Pontificio aveva della possibilità che Federico II riunificasse la corona di Sicilia con quella di Germania, circostanza che avrebbe costretto il papato nella morsa degli Hohenstaufen. Della congiura di cui fu accusato Pier delle Vigne nei confronti di Federico II dà monumentale testimonianza Dante Alighieri (D.C., Inferno XIII), peraltro asserendo l'estraneità di Pier delle Vigne alle accuse. Dopo la morte di Federico, la Scuola ebbe un rapido tramonto.
Alla morte di Manfredi di Sicilia nel 1266, la scuola siciliana si scioglie. Grazie alla fama che aveva già ricevuto in tutta Italia e all'interesse dei poeti toscani, tale tradizione venne per così dire ripresa, ma con risultati minori, da Guittone d'Arezzo e i suoi discepoli, con cui fondò la cosiddetta scuola neo-siciliana.

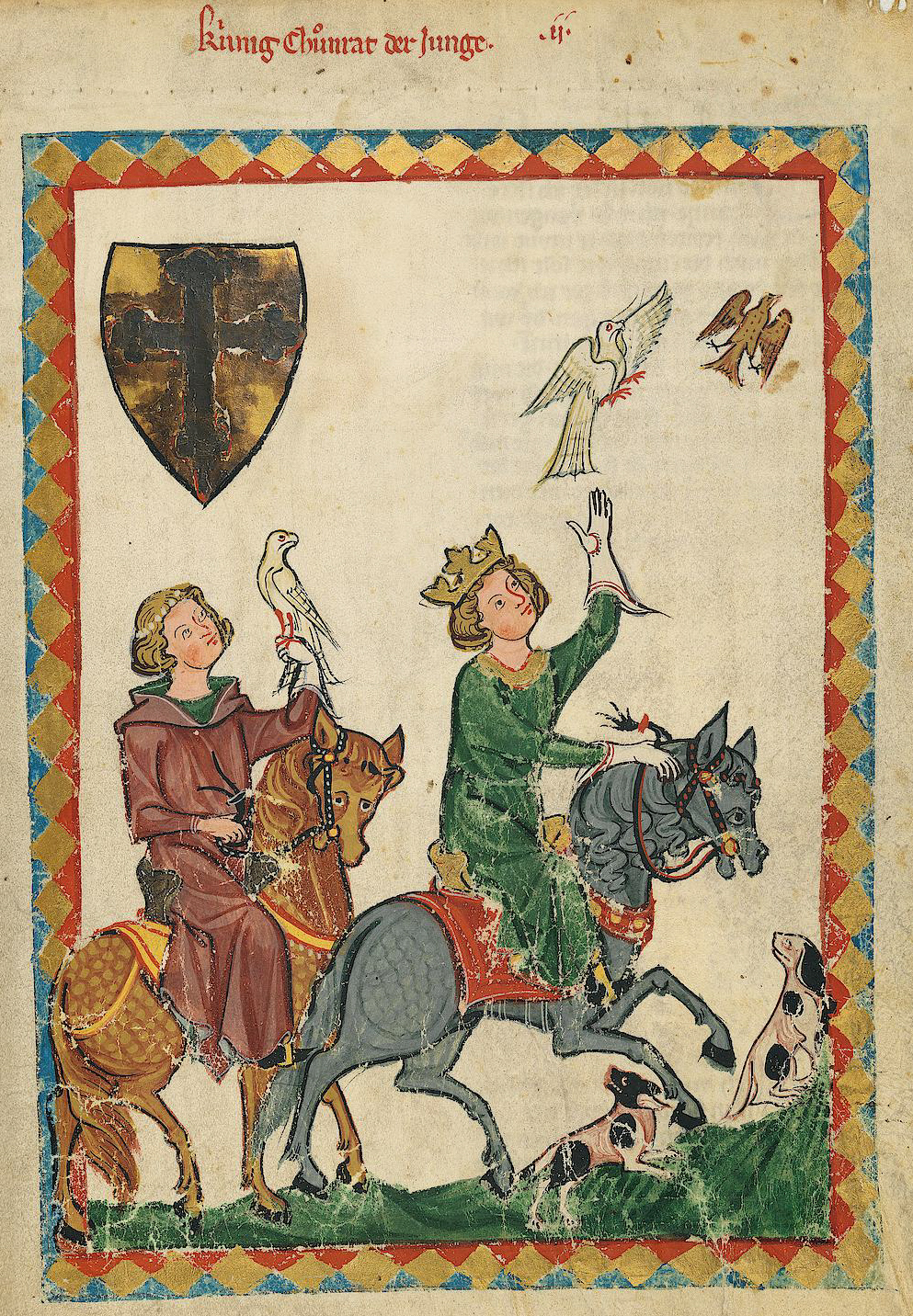
Corradino di Svevia, quattordicenne, dedito alla falconeria, miniatura tratta dal Codex Manesse.

A quel punto, però, i poeti toscani lavoravano già su manoscritti toscani e non più su quelli siciliani: furono infatti i copisti locali a consegnare alla tradizione il corpus della Scuola Siciliana, ma per rendere i testi più "leggibili" essi apportarono modifiche destinate a pesare sulla tradizione successiva e quindi sul modo in cui venne percepita la tradizione "isolana".
Non solo vennero toscanizzate certe parole più aderenti al latino nel testo originale (cfr. gloria > ghiora in Jacopo da Lentini), ma per esigenze fonetiche il vocalismo siciliano fu adattato a quello del volgare toscano. Mentre il siciliano ha cinque vocali (discendenti dal latino nordafricano: i, è, a, o, u), il toscano ne ha sette (i, é, è, a, ò, ó, u). Il copista trascrisse la u > o e la i > e, quando la corrispondente parola toscana comportava tale variazione. Alla lettura, quindi le rime risultarono imperfette (o chiusa rimava con u, e chiusa con i, mentre anche quando la traduzione permetteva la presenza delle stesse vocali, poteva accadere che una diventava aperta, l'altra chiusa). Mentre questo errore fu considerato una licenza poetica da Guittone e poi dagli Stilnovisti, alla lunga contribuì probabilmente a svalutare i pregi metrico-stilistici della scuola, soprattutto nell'insegnamento scolastico. Pochi, infatti, sono i manoscritti siciliani originali rimastici: quelli di cui disponiamo sono solo copie toscane.
È ormai quasi certa per tutti gli studiosi l'ascrizione della paternità del sonetto vero e proprio a Giacomo da Lentini, nella forma metrica ABAB - ABAB / CDC DCD. Il sonetto avrà nei secoli una fortuna costante, mantenendo inalterata la forma classicamente composta da due quartine e due terzine di endecasillabi (variando invece a livello di schema rimico).